# Chilhuacle
El chile huacle o chilhuacle (del náhuatl, chilli 'chile' y huactli 'viejo') es una variedad de chile (Capsicum annuum) producida y consumida en la región de Sierra de Flores Magón, en Oaxaca, México. A pesar de escasa disponibilidad, es el chile original con el que se preparan varios moles oaxaqueños. Antiguamente, se usaba para el chileajo, la chanfaina, el clemole o chile caldo. También son buenos para rellenar o para hacer chile en polvo. Se encuentran en tres variedades: chilhuacle negro, rojo y amarillo, y se usan principalmente secos.
Es uno de los chiles más caros de México. Su precio en el mercado ronda los $ 500 MXN⁄Kg, ya que no se puede abastecer a toda la demanda; su producción es difícil y está mermando drásticamente (-80%). Se suele sustituir por chile guajillo, de sabor similar. En 1818, es mencionado por Murguía y Galardi como especia usada en guisos servidos en eventos fúnebres y colorante para teñir salsas.

## Características
Son unos chiles bastante anchos (~7 cm), y no tan largos (~8 cm), similares a un pimiento morrón en miniatura. Ronda los 1.500-2.000 SHU, es decir, poco menos que la de un jalapeño.
Generalmente se consumen secos, y se secan por exposición directa al sol. Al secarse, su piel no se arruga, sino que se mantiene tersa como la del chile cascabel. Los chiles chilhuacles se deben tatemar y pelar primero, ya que la piel externa resulta un poco correosa.
Se considera que es de los chiles mexicanos más caros, ya que en época pico alcanza los $ 600 MXN⁄k en el Mercado de Abastos de Oaxaca de Juárez, y hasta 1 200 MXN⁄k en la Central de Abasto de Ciudad de México.

### Propiedades organolépticas
Aquellos quienes prueban el mole hecho con este chile aseguran que el sabor es muy particular e inigualable, con matices que recuerdan a frutos cítricos y tabaco. También tiene un regusto amargo como achocolatado y dulce a fruta pasa, similar a un chile morita. Este chile se ha plantado también en otros estados mexicanos como Aguascalientes y Zacatecas, aunque aparentemente el sabor no es el mismo, debido al terroir de la Cañada para el huacle.

## Variantes

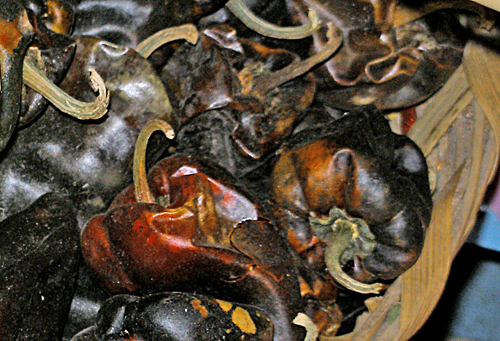
Chilhuacle amarillos.

### Chilhuacle amarillo
El chilhuacle amarillo es indispensable para elaborar el mole amarillo. Su sabor es cítrico, un tanto dulce y con dejos ahumados. Posee una forma más alargada y cónica que las otras variantes, y es la más escasa.

### Chilhuacle negro
El chile huacle negro adopta al madurar un tono marrón oscuro, de ahí su nombre. Se usa para el mole negro y el chichilo. Antiguamente se usaba para el moleprieto, precursor del mole negro. Tienen una forma cuadrada abombada, y un sabor complejo ligeramente amargo y dulce. Es la más cara de las tres variedades.

### Chilhuacle rojo
El chilhuacle rojo es de color oscuro casi negro. Es el más común de los tres huacles, y se usa para el mole colorado o mole rojo. Tienen un sabor dulce y moderadamente picante.

## Desaparición

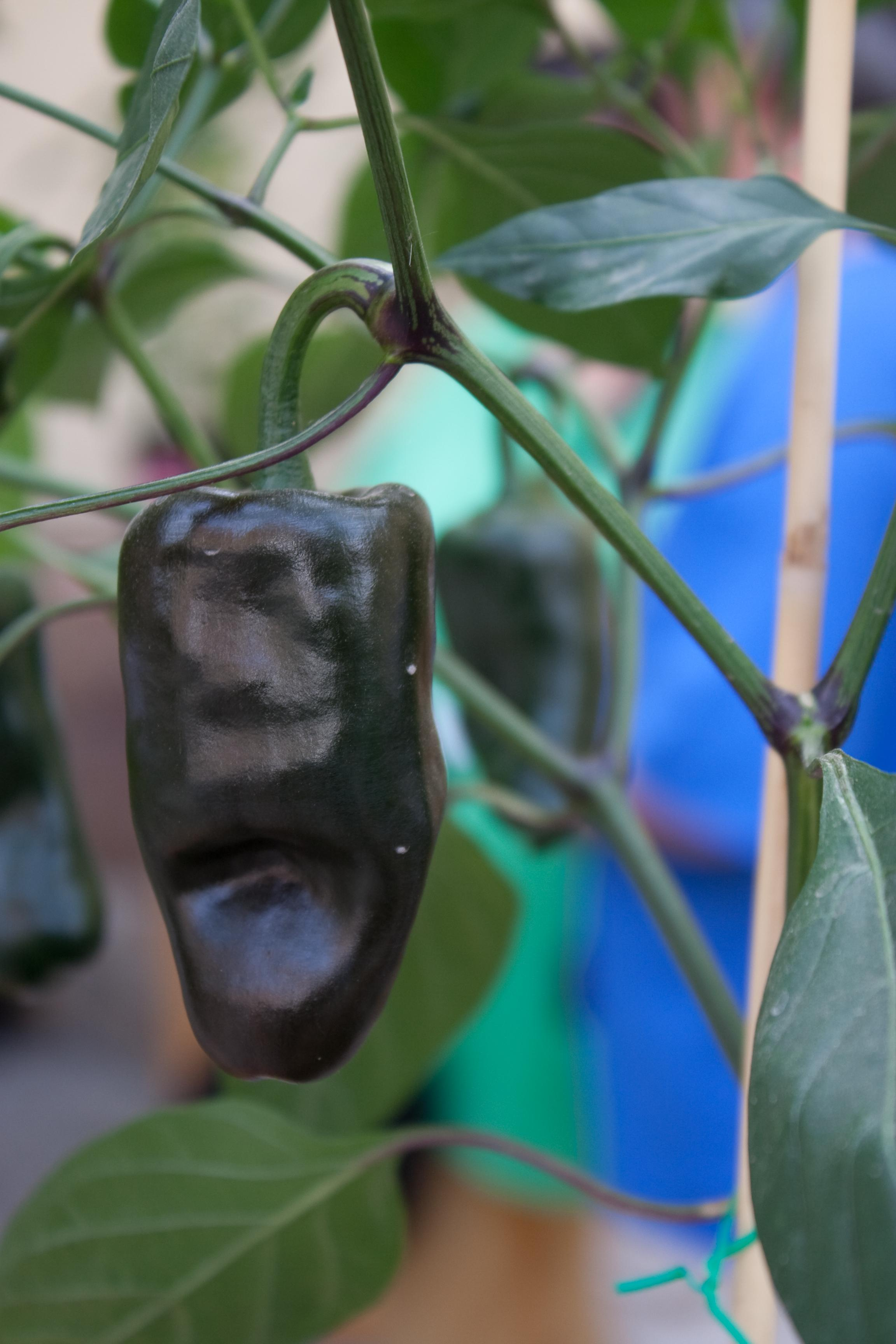
Chilhuacle negro inmaduro.

Diversos factores explican su desaparición. Entre ellos, la despoblación debida a la migración a la ciudad. Aunque principalmente, se debe a su baja resistencia a las plagas. En 1997, una plaga de mosca blanca echó a perder la poca cosecha de chilhuacle que se producía en Cuicatlán, Oaxaca. Previamente quedaban alrededor de 40 productores tan solo en Cuicatlán, y el número se redujo a apenas 3-5 familias, en un área de apenas 10 ha. También puede sufrir virus del mosaico, virus jaspeado, begomovirus y pulgón. Además, el relativo aislamiento de la zona genera una poca variabilidad genética del chilhuacle. Otras amenazas del cultivo de chilhuacle son los huracanes y tormentas, o el aumento de la temperatura en la Cañada en las últimas décadas, alcanzando los 36º en verano.
Algunos chefs mexicanos dieron la voz de alarma ante la lenta extinción de esta variedad, entre ellos Enrique Olvera, Daniel Ovadía y Ricardo Muñoz Zurita; y se movilizaron para salvar el producto. En el centro experimental del INIFAP en Santo Domingo Barrio Bajo, 18 km al norte de Oaxaca de Juárez, se está estudiando la viabilidad agronómica del chilhuacle (Dir. Porfirio López López). Su estudio agronómico estima que sería factible cultivar chilhuacle en 50 ha del estado, lo que daría empleo a 10 000 agricultores y hasta $ 125 millones MXN.